# Gyorsvonat

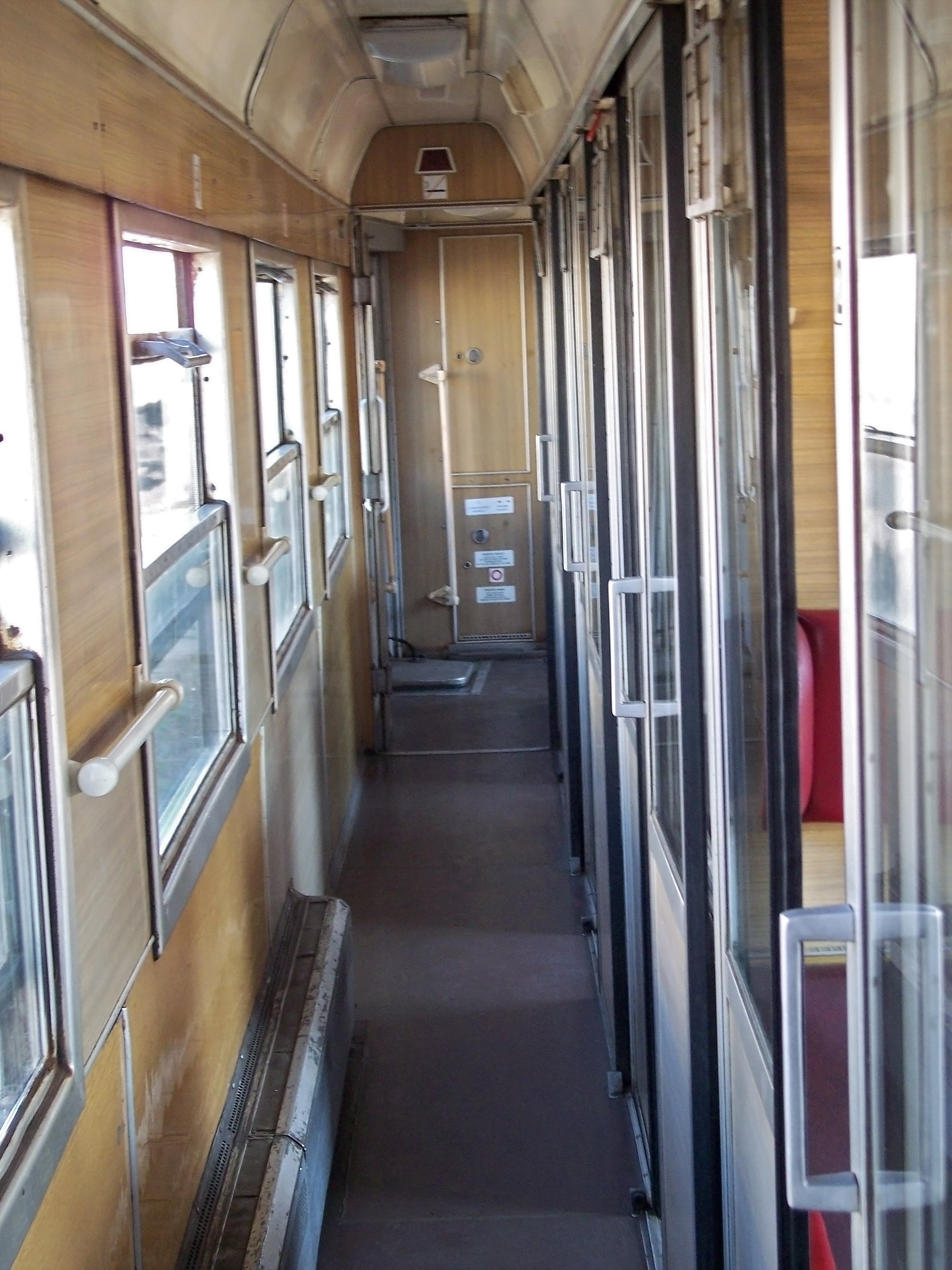
Gyorsvonati kocsi (20–37 Bo) belseje

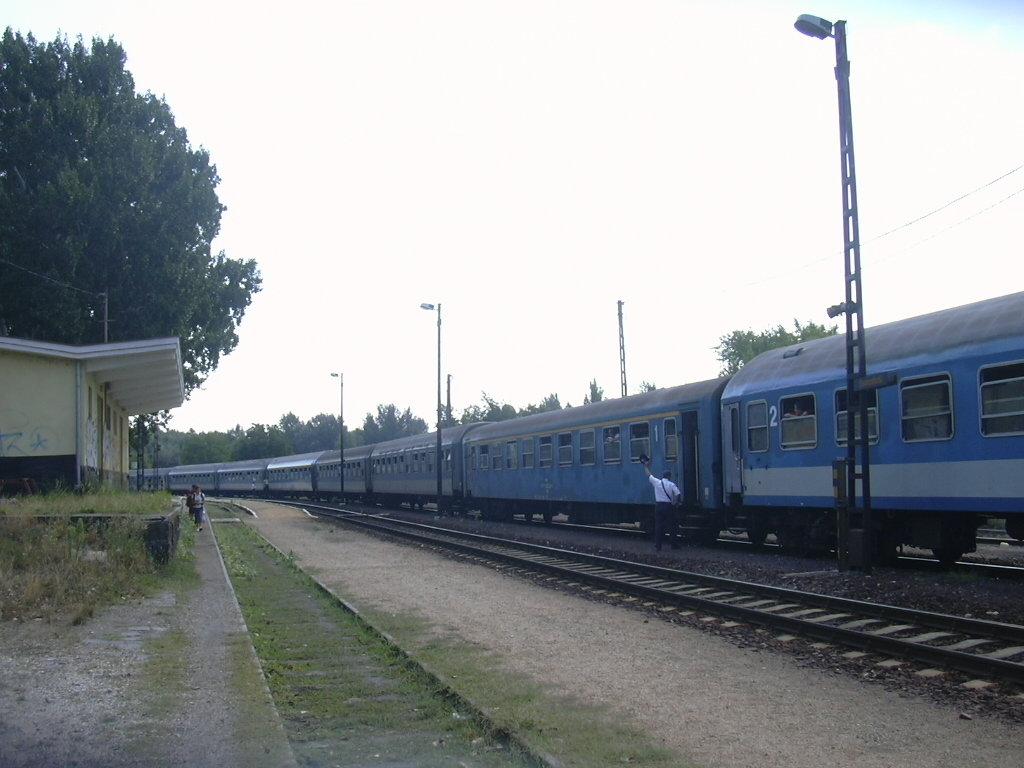
Gyorsvonat Balatonfűzfőn. A szerelvényben jól látható az I. osztályú Ap-kocsi

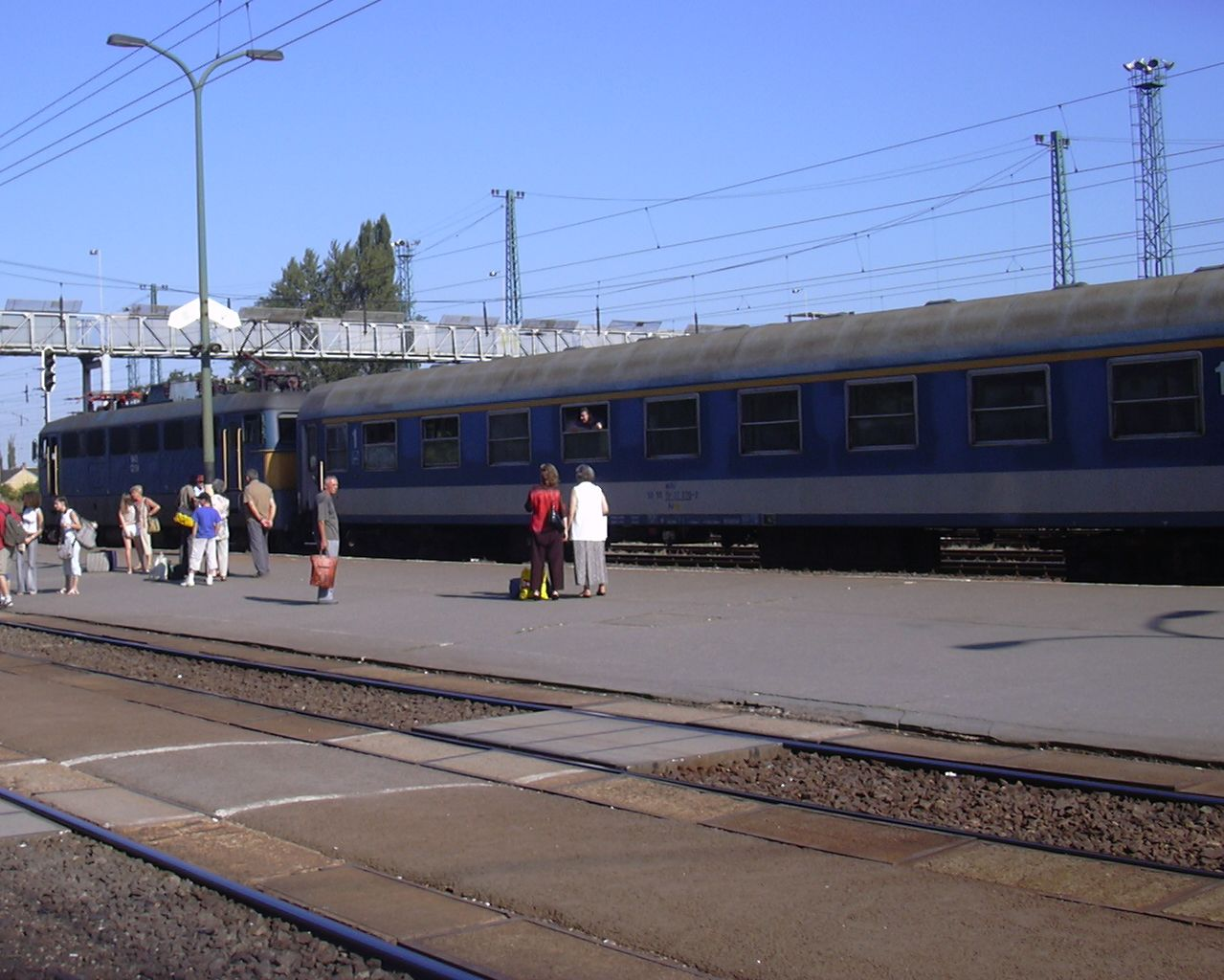
Gyorsvonat Cegléd állomáson

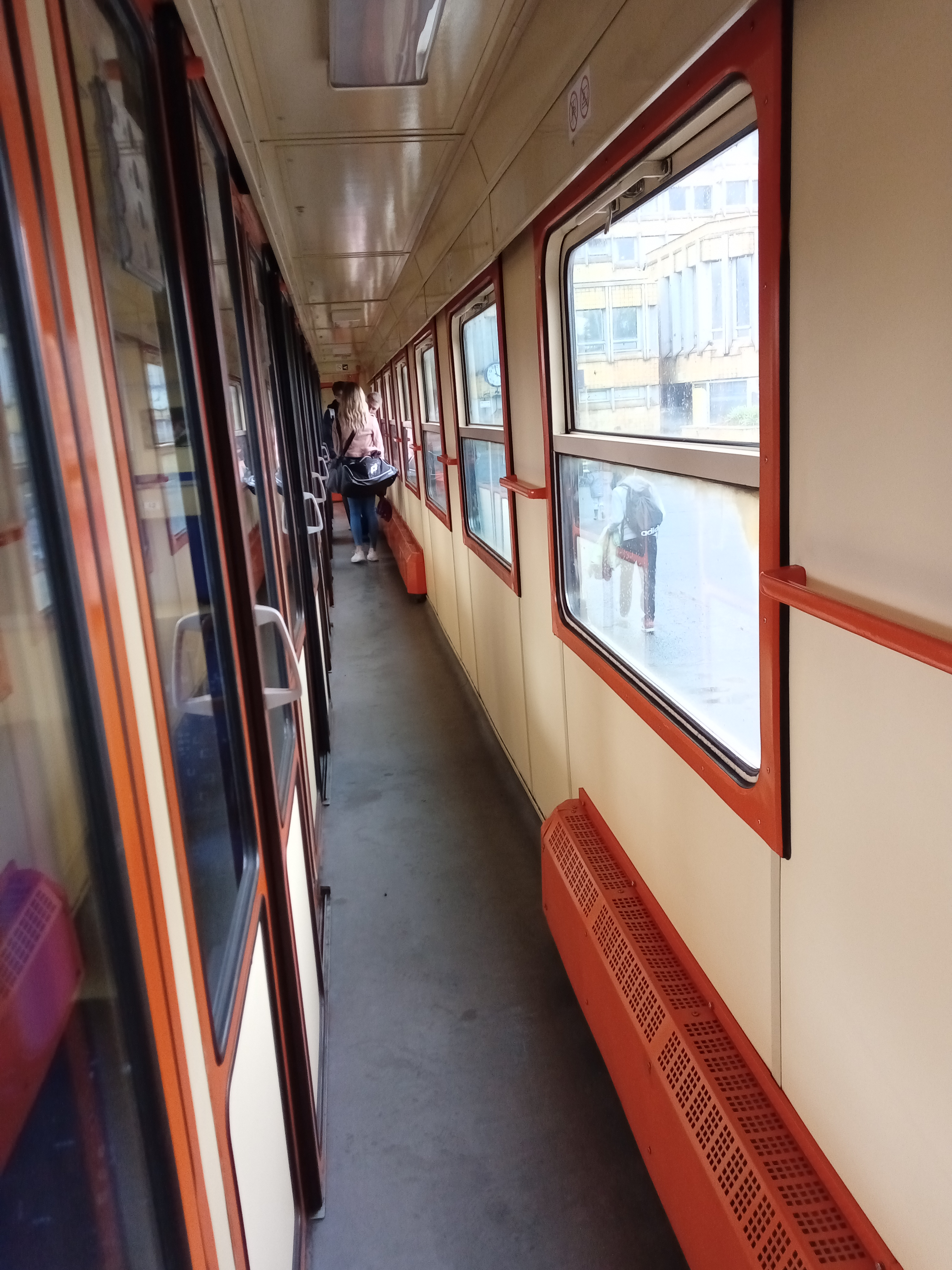
Egy vékonycsíkos gyorsvonati kocsi folyosója

A gyorsvonat olyan vonattípus, amely a vonalnak csak kevés állomásán áll meg. Magyarországon 2014. december 14. óta a gyors- és sebesvonatok csak másodosztályú kocsikat továbbítanak. A menetrendben a gyorsvonatokat vastag betűkkel – az állomási érkező/induló vonatok menetrendjében piros betűkkel – tüntetik fel. Az utazóközönség gyakran összetéveszti a sebesvonattal.

## Szerelvény
A gyorsvonatok régebben csak fülkés kocsikat (pl. 19–37, 20–37) továbbítottak. A személyvonathoz képest magasabb komfortfokozatot kínáltak (fülkés elrendezés, külön kézmosó, fénycsöves világítás, a fülkében képek, tükör stb.), ezért gyorsvonati pótjegyet kellett rájuk váltani. A 90-es évek elején az InterCity-vonatok (IC) megjelenésekor megszüntették a gyorsvonati pótdíjat, majd a vonatok összeállítása is módosult. A fülkés kocsik mellé bekerültek termes (Bp, By) és kerékpárszállító kocsik (BDbh). A halberstadti kocsik megjelenése óta ezek is előfordulnak a vonatokon. Az IC-k kezdetben átalakított gyorsvonati kocsikkal jártak (Bko-sorozat), melyek belső tere majdnem megegyezett a belföldi gyorsok I. osztályú kocsijaival (különbség: üléshuzat színe, ülések állíthatósága, elején hangosítás a Bko-ban). Az új IC-k megjelenése óta ezek a Bko-kocsik is gyorsvonati szerelvényekben közlekednek, növelve az utazás komfortját. A 2000-es évek eleji menetrendváltásokkor a legtöbb sebes- és expresszvonatot ugyancsak összevonták a gyorsvonatokkal, de maradt még néhány expressz (pl. Exp. 1786, Ao-kocsikból kiállítva). 2013. május 15. és 2022. december 11. között újra kellett gyorsvonati pótjegyet váltani rájuk (mentesség igénybe vehető).

## Jelenleg közlekedő gyorsvonati kocsik

### 1. osztály
- Ad Középszáma 19–30. 1971-ben készült a győri Rába Magyar Vagon- és Gépgyárban. 1995: Dunakeszin átépítve. Fülkés. Állományban 4 db. Engedélyezett sebesség 140 km/h.
- A Középszáma 19–80. 1979-1980-ban készült az NDK Waggonbau Bautzen üzemében. Fülkés. Állományban 1 db. Engedélyezett sebesség 140  km/h.
- Ap Középszáma 19-05 1988-1989-ben épült a Dunakeszi Járműjavítóban, 2001-2004 között lefokozva 2.osztályú kocsikká. Termes. Állományban 1 db. Engedélyezett sebesség 120 km/h

### 2. osztály (másodosztály)
- Bd Középszáma 20-30. 1971-ben készült a győri Rába Vagon- és Gépgyárban. 1992-1993: Dunakeszin átépítve. Fülkés. Állományban 13 db. Engedélyezett sebesség 140 km/h.
- Bd Középszáma 20–37 500. 1971-ben készült a győri Rába Vagon- és Gépgyárban. 1996: Dunakeszin átépítve. Fülkés. Állományban 45 db. Engedélyezett sebesség 120 km/h.
- Bd Középszáma 20–37 300. 1975–76-ban készült a győri Rába Vagon- és Gépgyárban. 1996: Dunakeszin átépítve. Fülkés. Állományban 50 db. Engedélyezett sebesség 120 km/h.
- Bd Középszáma 29-30. 1971-ben készült a Győri Rába Vagon-és Gépgyárban. 1992-1993:Dunakeszin átépítve vegyesosztályúvá. 2017-2020:2.osztályúvá deklasszálás. Fülkés. Állományban 13 db. Engedélyezett sebesség 140 km/h.
- Bd Középszáma 29-37. 1971-ben készült a Győri Rába Vagon- és Gépgyárban. 1992-1993:Dunakeszin átépítve 1.osztályú kocsivá. 2017-2020:2.osztályúvá történő lefokozás. Fülkés. Állományban 5 db. Engedélyezett sebesség 120 km/h.
- Bo Középszáma 20–37. 1979–80 között készült Poznańban. Fülkés. Állományban 2 db. Engedélyezett sebesség 120 km/h
- Bko Középszáma 20–37. 1979–80-ban készült Poznańban. 1990–91: Dunakeszin elsőgenerációs IC-kocsikká átépítve. Fülkés. Állományban 1 db. Engedélyezett sebesség 120 km/h.
- Bp Középszáma 29–05. 1972–73-ban készült Dunakeszin, majd 2001–2004 között 1988–89-es gyártású, lefokozott Ap-val bővült a flotta. Termes. Állományban 10 db. Engedélyezett sebesség 120 km/h.
- By Középszáma 20–17. 1972–80 között készült Dunakeszin. Termes. Állományban 3 db. Engedélyezett sebesség 100  km/h.
- By, Byh Középszáma 20–06. 1972–80 között készült Dunakeszin. 1995–96: ugyanott átépítve. Termes. Állományban 0 db. Engedélyezett sebesség 100–120 km/h
- By, Byee Középszáma 21–55. 1978–82 között készült a keletnémetországi Halberstadtban (innen a beceneve: Halbi – bővebben: Halberstadti kocsi). 2006–2007-ben érkezett Magyarországra. Termes. Állományban 190 db. Engedélyezett sebesség 120-140 km/h. (Az Aby-, Abyee-ből lefokozottak középen fülkések.)
- Bpmee Középszáma 20-76. 1980-1986 között készült az SGP Grazi üzemében. 2015-ben érkezett Magyarországra. Termes. Állományban 49 db. Engedélyezett sebesség 160 km/h.

### 1–2. osztályú
- ABy, AByee Középszáma 31–55. 1978–82 között készült Halberstadtban. 2006–2007-ben érkezett Magyarországra. Termes, középen 1. osztályú fülkés résszel. Állományban 43 db. Engedélyezett sebesség 140 km/h.

### Vezérlőkocsi
- Bybdtee Középszáma 80–55. 1978–82-ben között készült Halberstadtban. 2006–2007-ben érkezett Magyarországra. Termes; kerékpárszállítására alkalmas. Állományban 27 db. Engedélyezett sebesség 140 km/h. Felújított Cirmos V43-as mozdonyok vezérlőkocsija.
- Bpmbdfee Középszáma 80-76. 1980-1986-ban készült az SGP Grazi üzemében. 2015-ben érkeztek Magyarországra. Termes. Állományban 6 db. Engedélyezett sebesség 160 km/h. Hazánkban nem alkalmazták vezérlőkocsiként.

### Poggyász- és kerékpárszállító
- Byd, Bydee Középszáma 84–55. 1978–82 között készült Halberstadtban. 2006–2007-ben érkezett Magyarországra. Állományban 26 db. Engedélyezett sebesség 140 km/h.
- Bd Középszáma 84-44. 1971-ben készültek a győri Rába Vagon- és Gépgyárban. 2010:Átépítve Szolnokon paklikocsivá. Fülkés. Állományban 5 db. Engedélyezett sebesség 140 km/h.
- Bd Középszáma 84-07. 1971-ben készültek a győri Rába Vagon- és Gépgyárban. 2013:Átépítve Szolnokon paklikocsivá. Termes. Állományban 3 db. Engedélyezett sebesség 120 km/h.
- Dd Középszáma 94-80.1971-ben készültek a győri Rába Vagon- és Gépgyárban. 1988-1990:Átépítve Dunakeszin paklikocsivá. Állományban 10 db. Engedélyezett sebesség 160 km/h.
- Ddb Középszáma 92-05. 1971-ben készültek a győri Rába Vagon- és Gépgyárban. 1996:Átépítve Szolnokon paklikocsivá. Állományban 3 db. Engedélyezett sebesség 120 km/h.
- Bdmpee. Középszáma 84-05. 1992-ben készültek a Ganz-Hunslet üzemben. 2013/2022:Szolnokon átépítve. Termes. Állományban 15 db. Engedélyezett sebesség 120 km/h.

### Egyéb kocsik
Előfordul, hogy a gyorsvonatokat kocsihiány miatt más kocsikkal egészítik ki. Ilyenkor előfordulhat a szerelvényben bármilyen személyvonati kocsi.

## Jelenleg közlekedő gyorsvonatok
Érvényes 2024. december 15-től
| Elnevezés         | Viszonylat |
| ----------------- | --- |
| Gy Corvin         | Bécs–Hegyeshalom–Győr–Budapest-Keleti–Szolnok–Püspökladány–Biharkeresztes–Kolozsvár (naponta)                                 |
| Gy Transcarpathia | Budapest-Keleti–Szolnok–Debrecen–Nyíregyházán–Csap–Munkács–Slavsko–Lemberg–Kijev (Budapest felé Záhonyban is megáll)          |
| Gy 17008          | Budapest-Nyugati–Cegléd–Kecskemét–Kiskunfélegyháza–Szeged (Augusztus 20-án közlekedik, csak ebben a viszonylatban közlekedik) |